# Gizella Mollináry

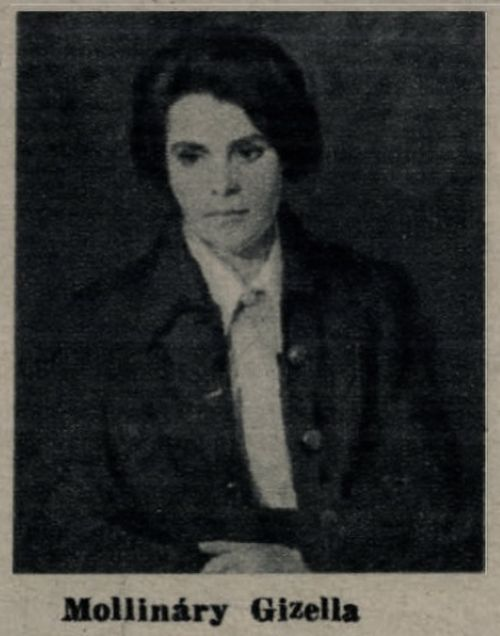
Gizella Mollináry (1942)

Gizella Mollináry (* 7. September 1896 in Budapest, Königreich Ungarn; † 23. Februar 1978 ebenda) war eine ungarische Dichterin und Schriftstellerin.

## Leben
Gizella Mollináry wuchs in schwierigen familiären Verhältnissen auf, da ihre Mutter ein Wanderleben führte und ihre Tochter als eine Last ansah. Schon in jungen Jahren musste sie selbst Geld für ihren Lebensunterhalt verdienen. So arbeitete sie als Wasser- und Süßigkeitenverkäuferin und war als Dienstmädchen, Bauhelferin, Weberin und Marketenderin tätig. Sie war eine gläubige Katholikin, ging oftmals in die Kirche Örökimádás in Budapest und empfand die katholische Kirche als einen Zufluchtsraum für arme Menschen. Zur Zeit der Ungarischen Räterepublik beteiligte sie sich an der kommunistischen Bewegung und wurde deshalb Ende 1919 zu einem Jahr Gefängnis in Balassagyarmat verurteilt. 1920 floh sie in das Königreich der Serben, Kroaten und Slowenen. Von dort schickte sie ihre ersten Gedichte an die Zeitschrift Nyugat, die dort veröffentlicht wurden und erhielt positive Kritiken unter anderem von Antal Szerb und  Miklós Radnóti. Nach einer Amnestie kehrte sie nach Ungarn zurück und begann Romane zu schreiben. In der Zeit zwischen den beiden Weltkriegen erschienen etwa zwanzig Ausgaben ihrer Bücher. Nach der Besetzung Ungarns durch die deutsche Armee wurden drei ihrer Bücher beschlagnahmt und verboten und sie wurde 1944 von der Gestapo als antideutsche Agitatorin gefangen genommen, doch es gelang ihr zu entkommen und ihr Leben zu retten. Ihren Romanen werden romantische Einflüsse durch Dezső Szabó und Victor Hugo zugeschrieben und einige tragen autobiografische Züge. Ein großer Teil ihrer Bücher wurden vom Verlag Károly Grill in Budapest herausgegeben.
Das Grab von Gizella Mollináry befindet sich auf dem Farkasréti temető (Friedhof Farkasrét) im XII. Bezirk Budapests.

## Werke (Auswahl)
- Asszonyi alázat. Budapest 1927.
- Földet érint homlokunk. Budapest 1929.
- Az arc elsötétül. Budapest, 1931.
- A kocsihajtó. Budapest 1934.
- Ami történik. Budapest 1937. (Titelillustration von Ernő Gebauer)
- Betévedt Európába. Grill, Budapest 1941.
- Betelt a Föld hamissággal. Grill, Budapest 1941.
- Meddő szüret után... Grill, Budapest 1942.
- Vádoltuk egymást. Grill, Budapest 1943.
- Az Isten hallgat. Grill, Budapest 1947.